# Мысовский (посёлок)
Мысовский — посёлок в Лаишевском районе Татарстана. Входит в состав Куюковского сельского поселения.

## География
Находится в западной части Татарстана на расстоянии приблизительно 5 км по прямой на северо-запад от районного центра города Лаишево.

## История
Основан в 1920-х годах.

## Население
Постоянных жителей было: в 1926 — 75, в 1938 — 116, в 1958 — 122, в 1970 — 124, в 1979 — 110, в 1989 — 72, в 2002 — 48 (русские 81 %), 31 — в 2010.